# Ruby Ring
Ruby Ring (tiếng Hàn: 루비 반지; Romaja: Rubi Banji) là bộ phim truyền hình truyền hình dài tập năm 2013 của Hàn Quốc với sự góp mặt của Lee So-yeon, Im Jung-eun,Kim Suk-hoon và Park Kwang-hyun. Bộ phim được chiếu ở đài KBS2 từ thứ hai đến thứ sáu vào lúc 19:45, dài 95 tập bắt đầu từ ngày 19 tháng 8 năm 2013.
Phim được lồng tiếng Việt với tên gọi Đánh cắp hạnh phúc, phát sóng trên kênh HTV2 và D Drama.

## Tình tiết
Tuy Ruby và Runa là 2 chị em ruột, nhưng lại có tính cách đối lập nhau. Ruby là 1 cô gái xinh đẹp, tốt bụng và đang hạnh phúc trong tình yêu với vị hôn phu là Gyeong Min. Trong khi Runa lại là 1 cô gái ích kỷ và đầy tham vọng.
Cận kề ngày cưới, Ruby – Runa cùng lên Seoul giải quyết việc riêng: Ruby về ra mắt gia đình nhà chồng, Runa nhận được lời mời làm MC cho một chương trình nổi tiếng, thu hút nhiều khán giả. Nhưng không thể ngờ, định mệnh lại đẩy họ vào tai nạn thảm khốc. Khuôn mặt cả hai biến dạng hoàn toàn khiến việc định danh chỉ đành trông cậy vào bộ trang phục. Song, đau đớn thay, không ai biết hai chị em đã đổi quần áo cho nhau trước lúc lên đường. Thậm chí, chiếc nhẫn đính hôn mang viên ngọc quý trùng tên Ruby lại nằm trên tay Runa càng khiến sai lầm nối tiếp trong việc tái tạo gương mặt. Từ đây, Ruby – Runa chính thức hoán đổi diện mạo cho nhau. Runa tỉnh lại, biết được sự thật, quyết định giữ kín trong lòng, "thuận nước đẩy thuyển".
Cuộc sống của 2 chị em bỗng chốc bị đảo lộn sau khi họ bị tai nạn. Một chuỗi những bi kịch liên tiếp xảy ra khi Runa cũng đem lòng yêu Gyeong Min và quyết tâm giành lấy anh sau khi mang gương mặt của Ruby…
Chỉ vì một chiếc nhẫn mà số phận của hai con người bị tráo đổi. Hạnh phúc trong tầm tay bỗng nhiên vụt mất. Liệu mất mát, đau khổ có biến họ trở nên độc ác và tàn nhẫn bất chấp tình thân?

## Dàn diễn viên

### Diễn viên chính
- Lee So-yeon trong vai Jung Ruby/Jung Runa
- Im Jung-eun trong vai Jung Runa/Jung Ruby
- Kim Suk-hoon trong vai Bae Kyung-min
- Park Kwang-hyun trong vai Na In-soo

### Diễn viên phụ
- Jung Ae-ri trong vai Yoo Gil-ja
- Byun Jung-soo trong vai Jung Cho-rim
- Jung Dong-hwan trong vai Bae Chang-geun
- Kim Seo-ra trong vai Park Kyung-sook
- Kim Ga-yeon trong vai Bae Se-ra
- Kim Young-ok trong vai Jo Il-soon
- Ha Joo-hee trong vai Seo Jin-hee
- Lee Hyo-young trong vai Hwang Seok-ho
- Kim Gyeo-wool trong vai Song Hye-ryun
- Lee Hyun-woo trong vai Noh Dong-pal
- Park Jin-joo trong vai Go So-young
- Han Kyung-sun trong vai Jang Geum-hee
- Bae Jung-ah trong vai Lee Eun-ji